# Helicoverpa stombleri
Helicoverpa stombleri là một loài bướm đêm trong họ Noctuidae.